# Cinnamomum kwangtungense
Cinnamomum kwangtungense är en lagerväxtart som beskrevs av Elmer Drew Merrill. Cinnamomum kwangtungense ingår i släktet Cinnamomum och familjen lagerväxter. Inga underarter finns listade i Catalogue of Life.